# Desmia ufeus
Desmia ufeus là một loài bướm đêm trong họ Crambidae.